# Elke Godden
Elke Godden (28 juni 1996) is een Belgische atlete, die gespecialiseerd is in de lange afstand en het veldlopen. Ze werd tot op heden tweemaal Belgisch kampioene.

## Loopbaan
In 2013 nam Godden deel aan de Youth Memorial Van Damme op de 1000 m.
Godden werd in 2017 Belgisch kampioene op de 3000 m steeple. In 2018 wist ze deze titel te verlengen. In 2019 nam ze niet deel door een voetblessure.
In 2017 verdedigde Godden het Belgisch team in de European Team Championships te Vaasa (Finland). Ondanks dat ze ten val kwam op 1 van de balken, eindigde ze hier elfde.
Godden was aangesloten bij Atletiek Belgica Edegem Sport (ABES)  en stapte over naar Atletiek Vereniging Kontich Aartselaar (AVKA).

## Belgische kampioenschappen
Outdoor
| Onderdeel      | Jaar       |
| -------------- | ---------- |
| 3000 m steeple | 2017, 2018 |

## Persoonlijke records
Outdoor
| Onderdeel      | Prestatie | Datum        | Plaats     |
| -------------- | --------- | ------------ | ---------- |
| 3000 m steeple | 10.41.88  | 28 juli 2018 | Ninove     |
| 5000 m         | 16.47.22  | 31/08/2018   | Utrecht    |
| 10.000 m       | 35.35.85  | 4/5/2019     | Oudenaarde |
| 3000 m         | 9.56.01   | 4/8/2018     | Kessel-Lo  |
| 1500 m         | 4.33.51   | 6/8/2016     | Huizingen  |
| 800 m          | 2.15.08   | 30/7/2016    | Kessel-Lo  |